# Southern Television-udsendelsesafbrydelsen
Southern Television-udsendelsesafbrydelsen var en udsendelsesafbrydelse gennem Independent Broadcasting Authoritys Hannington-sender i Storbritannien kl. 17:10 den 26. november 1977. Udsendelsens meddelelse anses almindeligvis for at være et fupnummer, men identiteten af kapreren er ukendt.

## Beskrivelse
En taler afbryder den almindelige udsendelse i seks minutter og påstår at være en repræsentant for en "intergalaktisk forening". Denne hændelses rapporter varierer, nogle kalder taleren "Vrillon"
eller "Gillon", andre "Asteron".
Stemmen, som var sløret og ledsaget af en dyb brummen, brød ind i den lokale udsendelse fra ITV station Southern Television, overtog UHF lydsignalet fra de tidlige aftennyheder, som blev oplæst af Andrew Gardner fra ITN for at advare seerene om at "All your weapons of evil must be removed" og "You have but a short time to learn to live together in peace."
Afbrydelsen ophørte kort efter erklæringen var blevet leveret, udsendelsen returnerede til normal fjernsynslyd efter slutningen af Looney Tunes tegnefilmen. Senere denne aften undskyldte Southern Television for, hvad som blev beskrevet som et "a breakthrough in sound" for nogle seere. ITN rapporterede også hændelsen i dens egen sene aftennyheder Saturday bulletin.
Udsendelsesafbrydelsen overtog kun fjernsynslyden, hvorimod videosignalet var uændret, bortset fra lidt billedforvrængning.

## Forklaring
Hannington UHF fjernsynssenderen var dengang usædvanlig ved, at den var én ud af nogle få sendere, som repeterede et fjernsynssignal modtaget trådløst fra en anden fjernsynssender (Southern Television's Rowridge-fjernsynssenderen på Isle of Wight), i stedet for at modtage fjernsynssignal via kabel. Som en konsekvens var Hannington-fjernsynssenderen åben for sådan en form for signalovertagelse, da selv en relativ lille sendereffekt tæt på Hannington-modtageren kunne overstyre det rigtige signal, hvilket resulterede i at den uautoriserede sending blev forstærket og genudsendt over et meget større område. IBA udtalte at det ville kræve betydelig viden at udføre et sådant fupnummer
og en talsmand for Southern Television bekræftede "A hoaxer jammed our transmitter in the wilds of North Hampshire by taking another transmitter very close to it."
Men ligesom Max Headroom-udsendelsesabrydelsen et tiår senere, blev indtrængerens identitet aldrig afsløret.

## Udskrift
En fuldstændig udskrift af den sendte meddelelse lyder:

This is the voice of Vrillon, a representative of the Ashtar Galactic Command, speaking to you.
For many years you have seen us as lights in the skies. We speak to you now in peace and wisdom as we have done to your brothers and sisters all over this, your planet Earth. We come to warn you of the destiny of your race and your world so that you may communicate to your fellow beings the course you must take to avoid the disaster which threatens your world, and the beings on our worlds around you. This is in order that you may share in the great awakening, as the planet passes into the New Age of Aquarius. The New Age can be a time of great peace and evolution for your race, but only if your rulers are made aware of the evil forces that can overshadow their judgments.
Be still now and listen, for your chance may not come again. All your weapons of evil must be removed. The time for conflict is now past and the race of which you are a part may proceed to the higher stages of its evolution if you show yourselves worthy to do this. You have but a short time to learn to live together in peace and goodwill.
Small groups all over the planet are learning this, and exist to pass on the light of the dawning New Age to you all. You are free to accept or reject their teachings, but only those who learn to live in peace will pass to the higher realms of spiritual evolution.
Hear now the voice of Vrillon, a representative of the Ashtar Galactic Command, speaking to you. Be aware also that there are many false prophets and guides at present operating on your world. They will suck your energy from you – the energy you call money and will put it to evil ends and give you worthless dross in return.
Your inner divine self will protect you from this. You must learn to be sensitive to the voice within that can tell you what is truth, and what is confusion, chaos and untruth. Learn to listen to the voice of truth which is within you and you will lead yourselves onto the path of evolution.
This is our message to our dear friends. We have watched you growing for many years as you too have watched our lights in your skies. You know now that we are here, and that there are more beings on and around your Earth than your scientists admit. We are deeply concerned about you and your path towards the light and will do all we can to help you. Have no fear, seek only to know yourselves, and live in harmony with the ways of your planet Earth.
We of the Ashtar Galactic Command thank you for your attention. We are now leaving the planes of your existence. May you be blessed by the supreme love and truth of the cosmos.